# Thankful
Thankful — дебютный альбом американской поп-певицы Келли Кларксон. Выпущен 15 апреля 2003 года."Miss Independent" - это первый сингл, за которым последовали еще два сингла "Low" и "The Trouble with Love Is". Первоначально альбом планировалось выпустить в ноябре 2002 года, однако из-за сложного графика Кларксон и трудностей с поиском треков, которые соответствовали ее вкусу и имиджу, пришлось несколько раз задерживать альбом . К моменту выхода альбома прошло более шести месяцев с тех пор, как дебютный сингл «A Moment Like This» достиг первого места в чарте США. Альбом дебютировал под номером один на американском "Billboard 200" с продажами за первую неделю в 297 000 экземпляров. Альбом "Thankful" был продан в 2 800 000 экземпляров в Соединенных Штатах, получив платиновую сертификацию 2 раза от Ассоциации звукозаписывающей промышленности Америки (RIAA). В Канаде "Thankful" был сертифицирован платиновым за 100 000 экземпляров, поставленных Канадской ассоциацией звукозаписывающей индустрии (CRIA).

## Об альбоме
Изначально Thankful планировалось выпустить вскоре после окончания первого сезона телешоу American Idol, однако его выпуск откладывался несколько раз. В итоге альбом был выпущен спустя шесть месяцев после успеха сингла A Moment like This, ставшего хитом номер один в США. Поэтому песня стала как бы бонус-треком на альбоме, что привело к спорам о том, считать ли A Moment like This первым синглом с альбома, или же песню Miss Independent, которую Кларксон впервые исполнила 9 апреля 2003 года в одной из серий второго сезона «American Idol», всего за неделю до релиза альбома.
Две песни, изначально записанные для альбоме "Trace of Gold" и "Today for Me", написанные Стефани Сарако, были заменены незадолго до выхода альбома на "Anytime" и "A Moment Like This". Ранее выпущенные версии компакт-диска по-прежнему показывают оригинальные дорожки на проигрывателях, которые считывают данные с самого компакт-диска (например, Windows Media Player). Эти две песни еще не услышаны широкой публикой. Копии "Thankful", проданные в течение первого года выпуска, содержали компьютерную программу, которую можно было загружать и использовать в Интернете для обновлений артистов и музыкальных клипов. Программа перестала функционировать, когда был запущен ее официальный сайт RCA. В благодарность вышли три кавера "(You Make Me Feel Like) A Natural Woman"  Ареты Франклин, "Some Kind of Miracle" Паффа Джонсона, и «Just Missed the Train» Трина Рейна. «Just Missed the Train» ранее освещали Danielle Brisebois и Carly Smithson (тогда Carly Hennessy), которые работали над большей частью ее альбома с Brisebois.

## Критический прием
| Совокупная оценка    | Совокупная оценка |
| Источник             | Оценка            |
| -------------------- | ----------------- |
| Metacritic           | 62/100            |
| Оценки критиков      |                   |
| Источник             | Оценка            |
| AllMusic             | [ 5 ]             |
| E! Online            | B                 |
| Entertainment Weekly | B+                |
| The Guardian         | [ 8 ]             |
| Jam!                 | (mixed)           |
| Q                    | [ 6 ]             |
| Rolling Stone        | [ 10 ]            |
| Slant Magazine       | [ 11 ]            |
| USA Today            | [ 12 ]            |

Альбом "Thankful" был встречен в целом положительными отзывами критиков. На веб-сайте "Metacritic", который собирает различные обзоры, альбом получил оценку 62, что указывает на в целом положительные отзывы. "Entertainment Weekly" отметил, что «Кларксон скользит по октавам под искусным контролем человека, который делал это десятилетиями». Журнал "Rolling Stone" дал альбому три из пяти звезд, восхваляя талант и вокальные способности Кларксона, в то же время критикуя альбом за то, что он чувствует себя продуманным. Они отмечают, что «ее высокие ноты сладкие и мягкие, ее рычание потрясающе и сексуально, а ее средние частоты удивительно уверены в популярности, чья карьера на вечность связана с прихотями людей из "American Idol".
С другой стороны издание "Q" дал альбому очень негативную рецензию, заявив, что в альбоме «звучит ее трогательно, как Мэрайя Кэри, в пушистых R & B-мелодиях» .

## Позиции в чартах
Перед выпуском альбома вышел ведущий сингл "Miss Independent", который вошел в топ-10 чарта "Billboard Hot 100". Благодаря успеху сингла, а ее периодическим появлениям на "American Idol" (Кларксон также несколько раз появлялся во втором сезоне шоу, чтобы продвигать "Thankful"), альбом хорошо продавался в Соединённых Штатах. Он дебютировал на первом месте в чарте США "Billboard 200" с 297 000 проданных копий. Альбом был продан тиражом более 1 миллиона копий за шесть недель. Согласно данным ресурса "Nielsen SoundScan" альбом "Thankful" на сегодняшний день продано 2800000 копий в США. Следующие синглы с альбома "Low" и "The Trouble with Love Is" повторить успех первого сингла не смогли. Песни "Just Missed the Train" и "You Thought Wrong" были запланированы для возможного выпуска в качестве синглов, но после относительного провала синглов "Low" и "The Trouble with Love Is" они были отменены.

## Трек-лист
| №                   | Название                                    | Автор(ы)                                                                | Продюсер(ы)            | Длительность |
| ------------------- | ------------------------------------------- | ----------------------------------------------------------------------- | ---------------------- | ------------ |
| 1.                  | «The Trouble with Love Is»                  | Kelly Clarkson Evan Rogers Carl Sturken                                 | Rogers Sturken         | 3:41         |
| 2.                  | «Miss Independent»                          | Clarkson Christina Aguilera Rhett Lawrence Matt Morris                  | Lawrence               | 3:34         |
| 3.                  | «Low»                                       | Jimmy Harry                                                             | Clif Magness           | 3:28         |
| 4.                  | «Some Kind of Miracle»                      | Diane Warren                                                            | Steve Ferrera Lawrence | 3:38         |
| 5.                  | «What's Up Lonely»                          | Rogers Sturken Stephanie Saraco                                         | Rogers Sturken         | 4:08         |
| 6.                  | «Just Missed the Train»                     | Danielle Brisebois Scott Cutler                                         | Magness                | 4:10         |
| 7.                  | «Beautiful Disaster»                        | Rebekah Jordan Matthew Wilder                                           | Wilder                 | 4:10         |
| 8.                  | «You Thought Wrong» (featuring Tamyra Gray) | Clarkson Gray Kenneth "Babyface" Edmonds Harvey Mason, Jr. Damon Thomas | The Underdogs          | 3:50         |
| 9.                  | «Thankful»                                  | Clarkson Edmonds Mason Thomas                                           | The Underdogs Babyface | 3:00         |
| 10.                 | «Anytime»                                   | Louis Biancaniello Sam Watters                                          | Biancaniello Watters   | 4:05         |
| 11.                 | «A Moment Like This»                        | Jörgen Elofsson John Reid                                               | Ferrera Steve Mac      | 3:48         |
| 12.                 | «Before Your Love»                          | Desmond Child Cathy Dennis Gary Burr                                    | Child Dennis           | 3:59         |
| Общая длительность: | Общая длительность:                         | Общая длительность:                                                     | Общая длительность:    | 45:31        |

| №   | Название                                  | Автор(ы)                               | Длительность |
| --- | ----------------------------------------- | -------------------------------------- | ------------ |
| 13. | «(You Make Me Feel Like) A Natural Woman» | Carole King Gerald Wexler Gerry Goffin | 2:36         |

## Чарты и сертификация
| Чарт (2003–06)          | Пик позиция |
| ----------------------- | ----------- |
| Австралия (ARIA)        | 33          |
| Канада (Billboard)      | 5           |
| Нидерланды (MegaCharts) | 83          |
| Ирландия(IRMA)          | 46          |
| Япония (Oricon)         | 19          |
| Норгвегия (VG-lista)    | 12          |
| Шотлндия (OCC)          | 44          |
| Великобритания (OCC)    | 41          |
| США Billboard 200       | 1           |

| Регион | Сертификация  | Продажи   |
| --- | ------------- | --------- |
| Австралия (ARIA) | Золотой       | 35 000^   |
| Канада (Music Canada) | Платиновый    | 100 000^  |
| Япония (RIAJ) | Золотой       | 100 000^  |
| Норвегия (IFPI Norway)                                                                                                   | Золотой       | 20 000*   |
| Великобритания (BPI) | Золотой       | 100 000^  |
| США (RIAA) | 2× Платиновый | 2,800,000 |
| * Данные о продажах приведены только на основе сертификации. ^ Данные о тиражах приведены только на основе сертификации. |               |           |

## История выпуска
| Страна    | Дата             | Лейбл             | Формат |
| --------- | ---------------- | ----------------- | ------ |
| Канада    | 15 апреля 2003   | Sony BMG          | CD     |
| США       | 15 апреля 2003   | RCA 19 Recordings | CD     |
| Европа    | 7 июля 2003      | Sony BMG          | CD     |
| Япония    | 23 июля 2003     | Sony BMG          | CD     |
| Австралия | 15 сентября 2003 | Sony BMG          | CD     |
| Бразилия  | 18 декабря, 2006 | Sony BMG          | CD     |